# Aion (Automarke)
Aion ist eine Automobilmarke der GAC Group aus der Volksrepublik China. Sie vertreibt ausschließlich Elektroautos.

## Markengeschichte
Das Unternehmen GAC Aion New Energy Automobile wurde am 28. Juli 2017 in Guangzhou gegründet. Es gehört zur Guangzhou Automobile Industry Group. 2019 begann die Produktion von Automobilen, zunächst noch als Submarke von GAC. 2020 wurde Aion zur eigenständigen Automarke. Das im August 2019 gegründete japanisch-chinesische Joint-Venture (51:49) Guangzhou Nidec Auto Drive System Co., Ltd. stellt die elektrischen Antriebsstränge her. Im Mai 2021 wurde bekannt, dass Aion gemeinsam mit DiDi Chuxing Technologie für selbstfahrende Autos entwickeln möchte.

## Produktion
Fahrzeuge der Marke Aion werden sowohl in Guangzhou als auch in Changsha gefertigt. Das Werk in Changsha wurde 2023 vollständig von Mitsubishi Motors übernommen und verfügt ab Mai 2024 über eine jährliche Fertigungskapazität von 200.000 EV's. Im Juli 2024 wurde außerdem ein Werk im thailändischen Rayong eröffnet.

## Fahrzeuge
Im Angebot stehen ausschließlich Elektroautos. Die Limousine Aion S erschien im Mai 2019. Der Crossover Aion LX folgte im Oktober 2019. Seit Juni 2020 ist der Aion V im Handel, wobei bereits im April 2024 die zweite Generation vorgestellt wurde. Den Aion Y präsentierte das Unternehmen im November 2020. 2023 folgten der Aion Hyper SSR, der Aion Hyper GT und der Aion Hyper HT. Eine Mittelklasse-Limousine ist der Aion RT, der im September 2024 vorgestellt wurde. Ein Kompaktwagen ist der Aion UT, der im November 2024 vorgestellt wurde. Im gleichen Monat wurde das SUV Aion Hyper HL gezeigt. Das SUV Aion i60 wurde im August 2025 präsentiert, genauso wie die Limousine Aion Hyper A8.

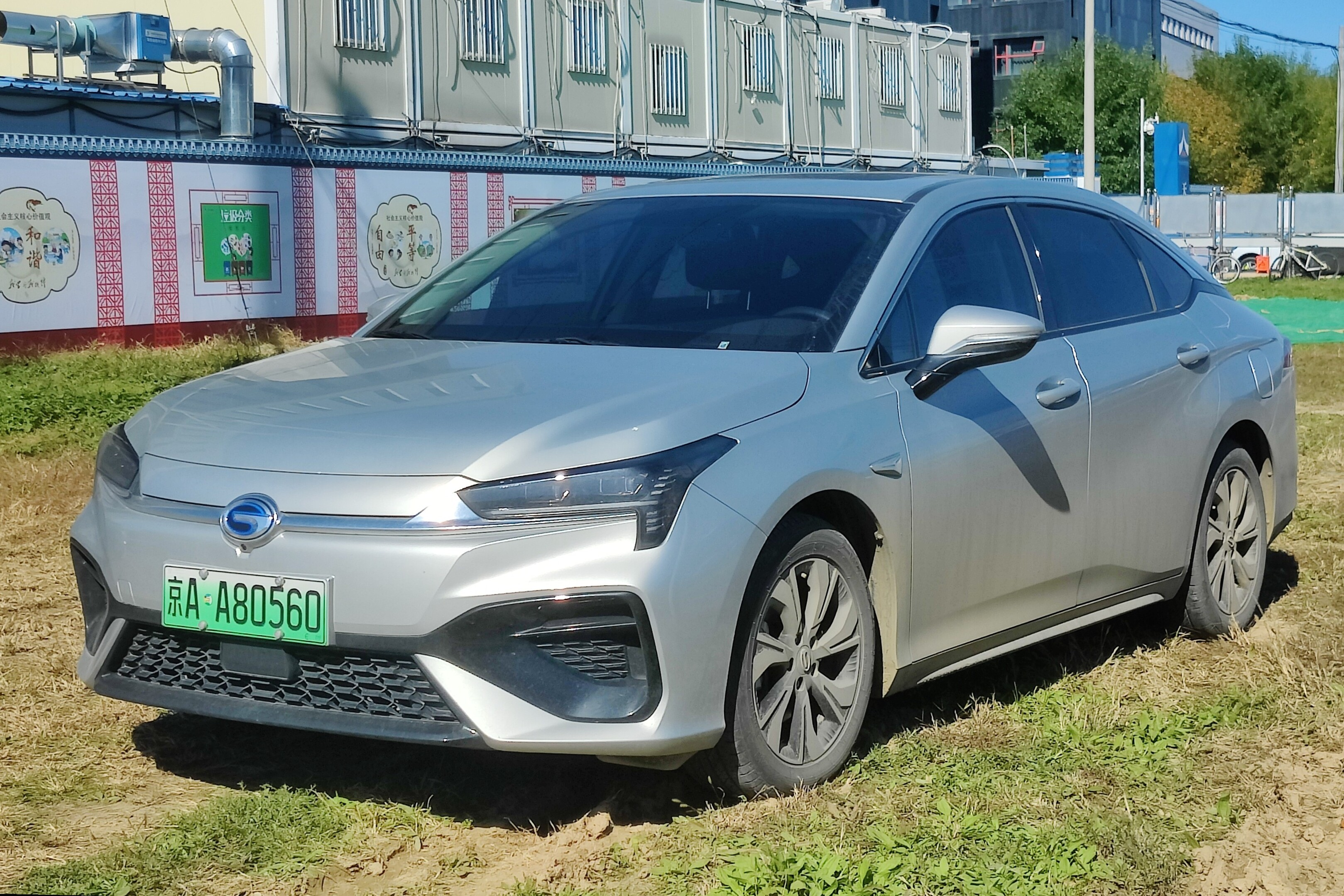
Aion S (seit 2019)
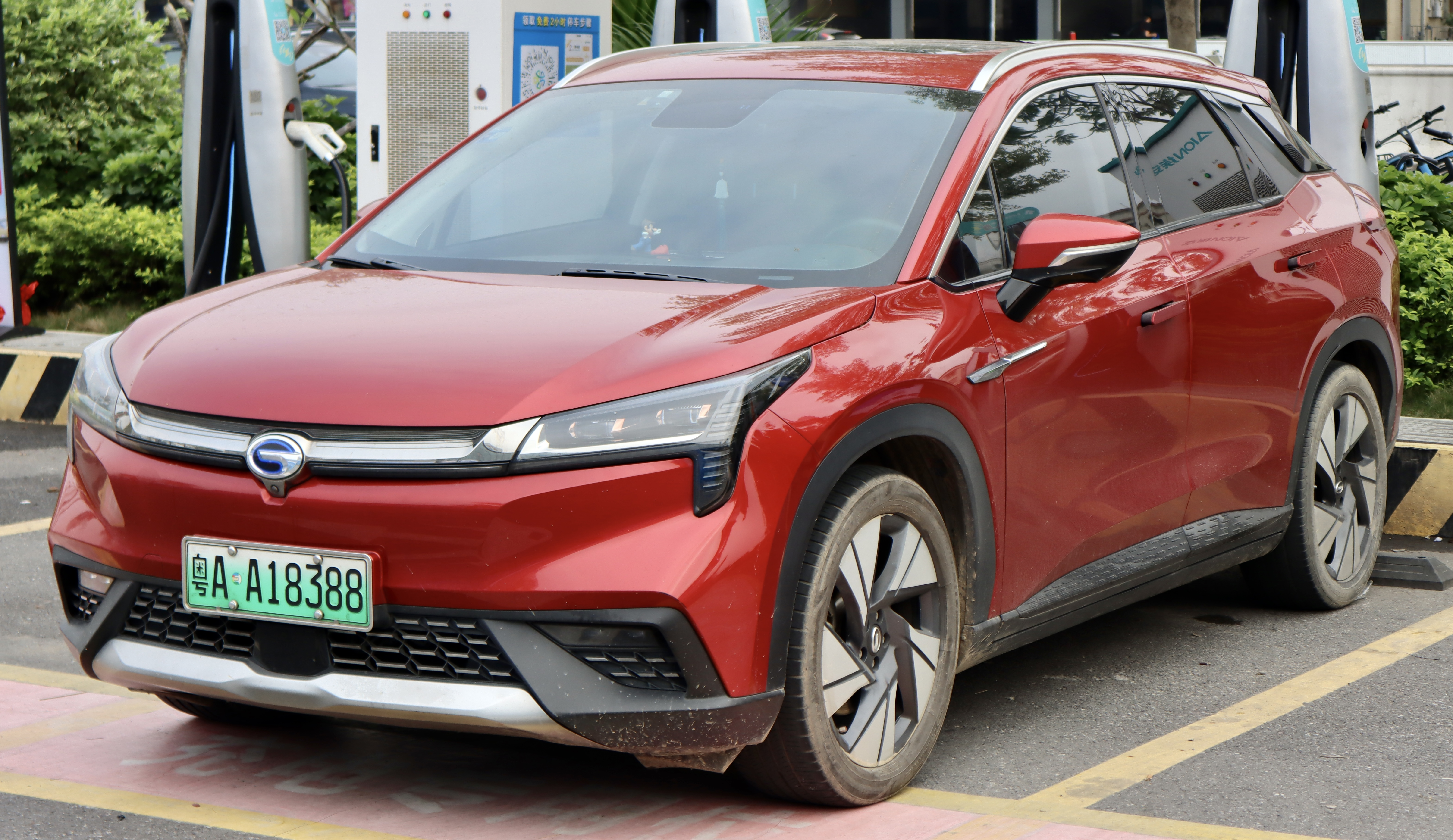
Aion LX (seit 2019)
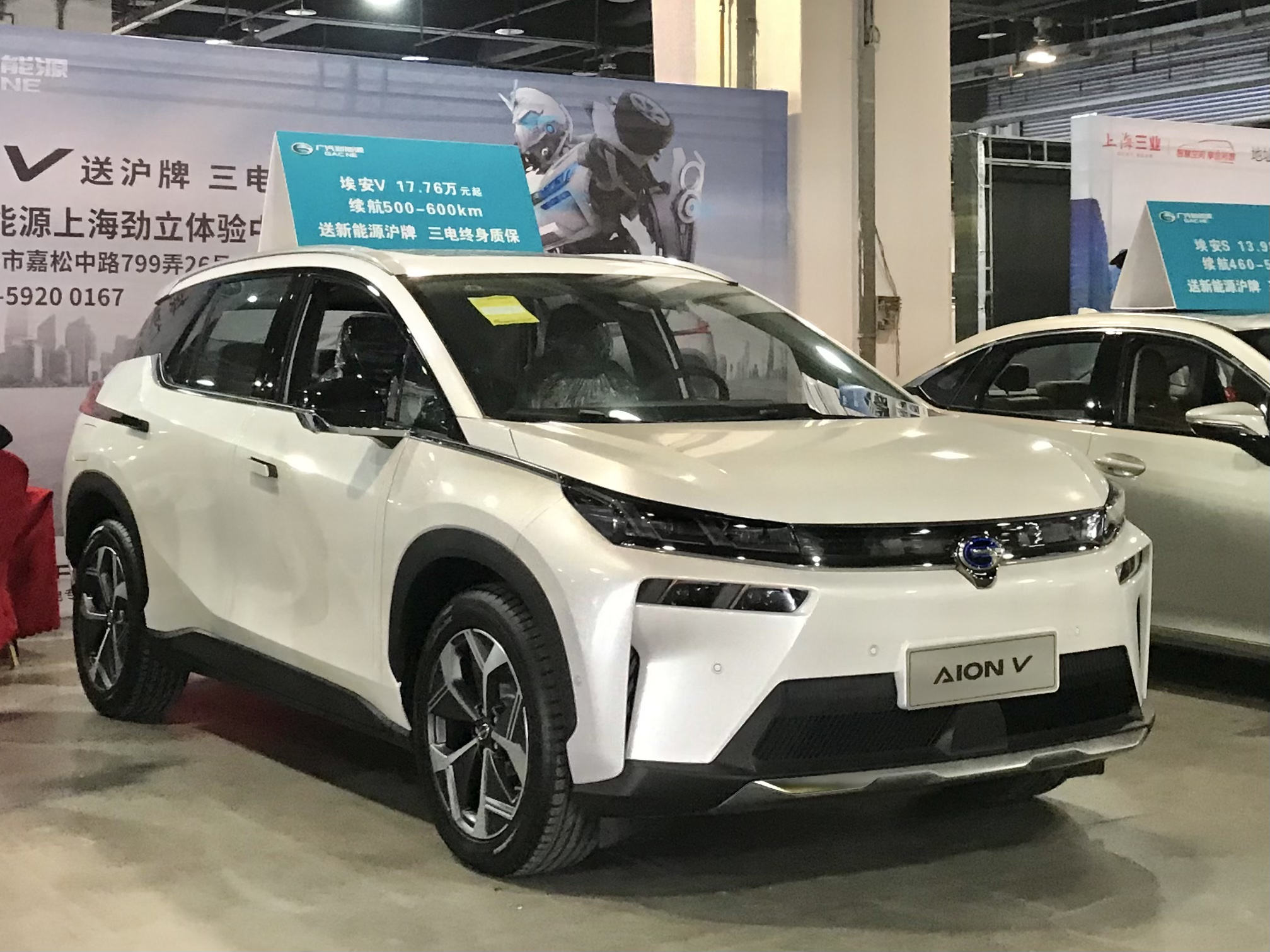
Aion V (seit 2020)
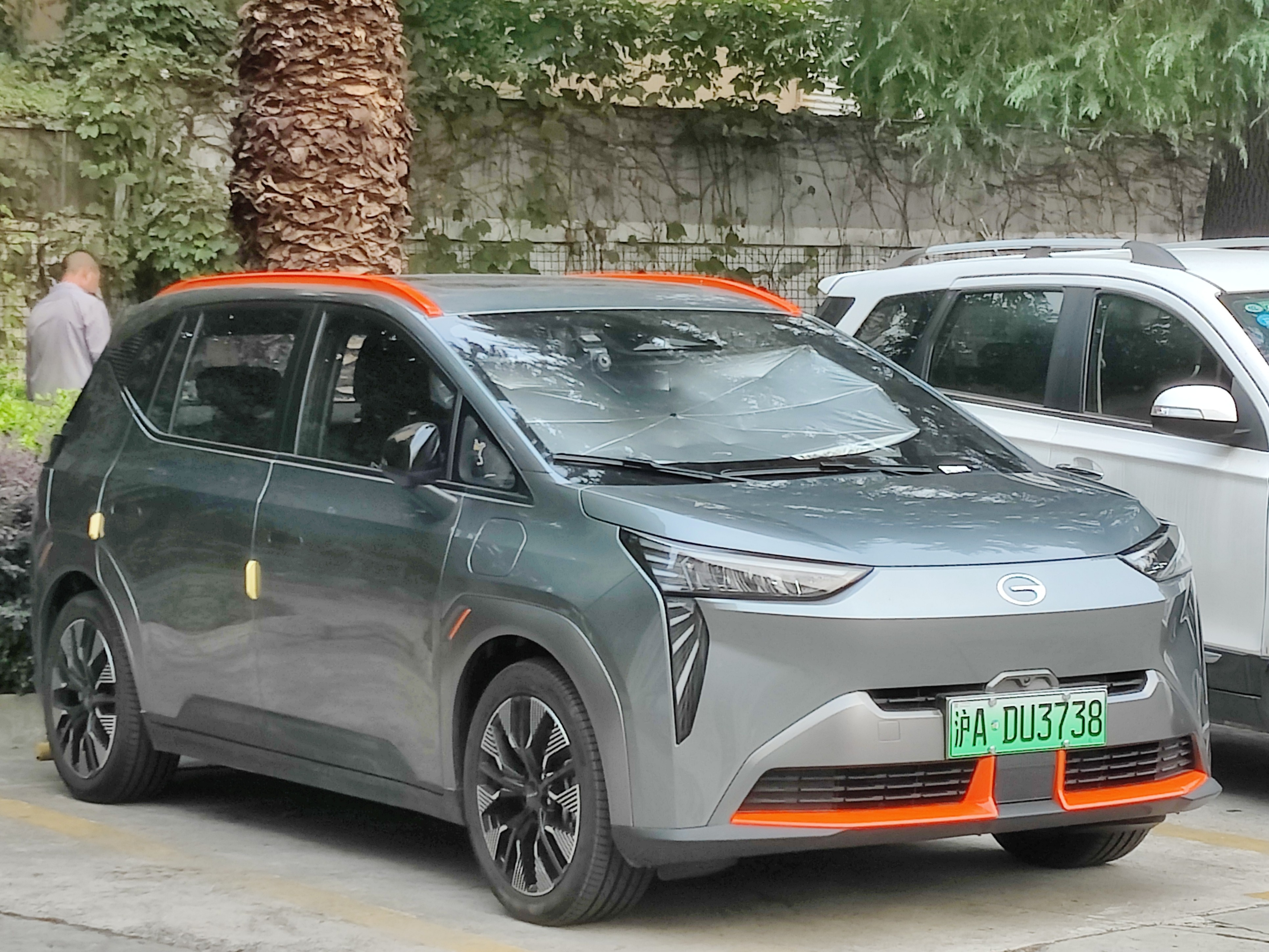
Aion Y (seit 2021)
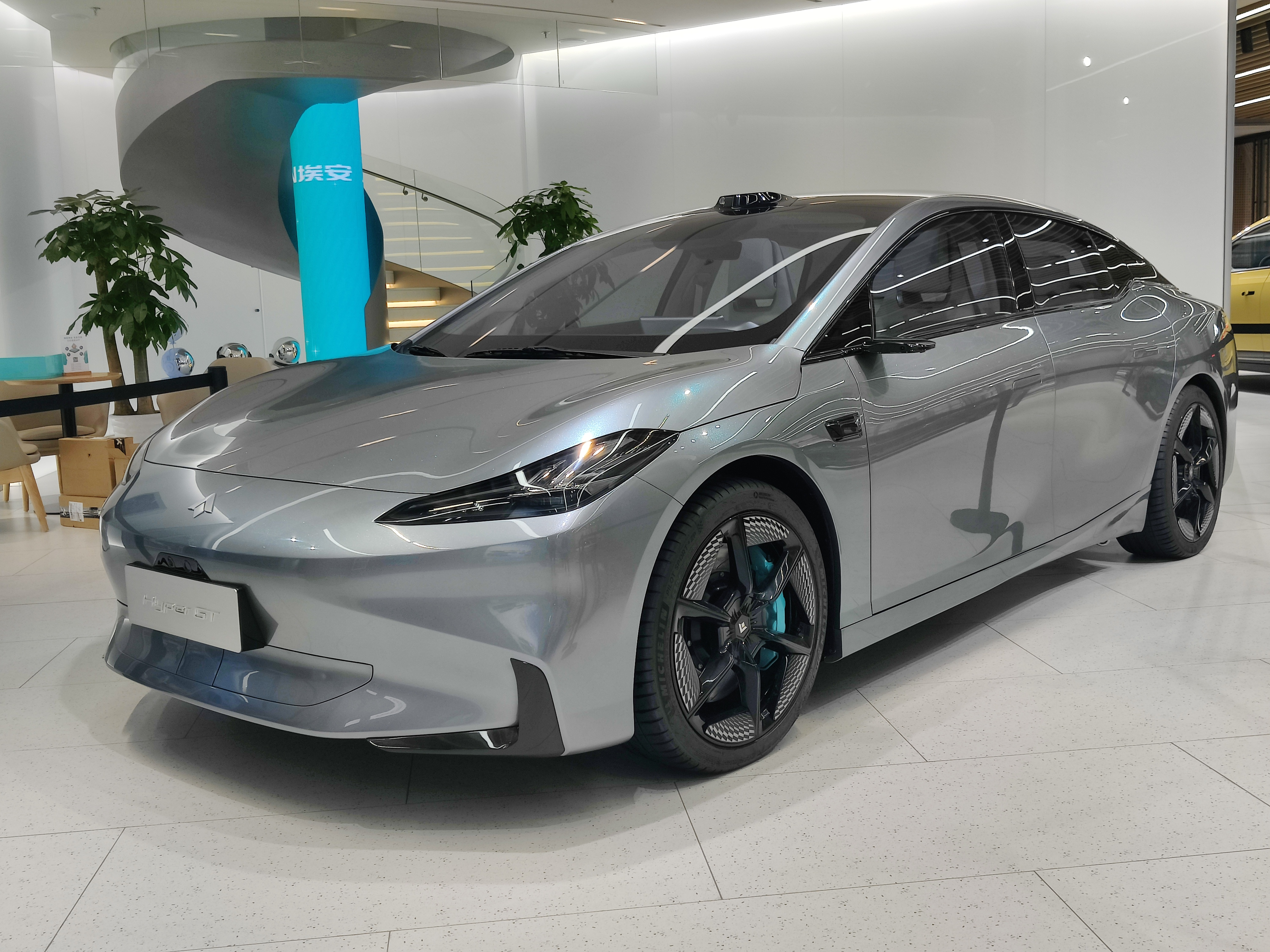
Aion Hyper GT (seit 2023)
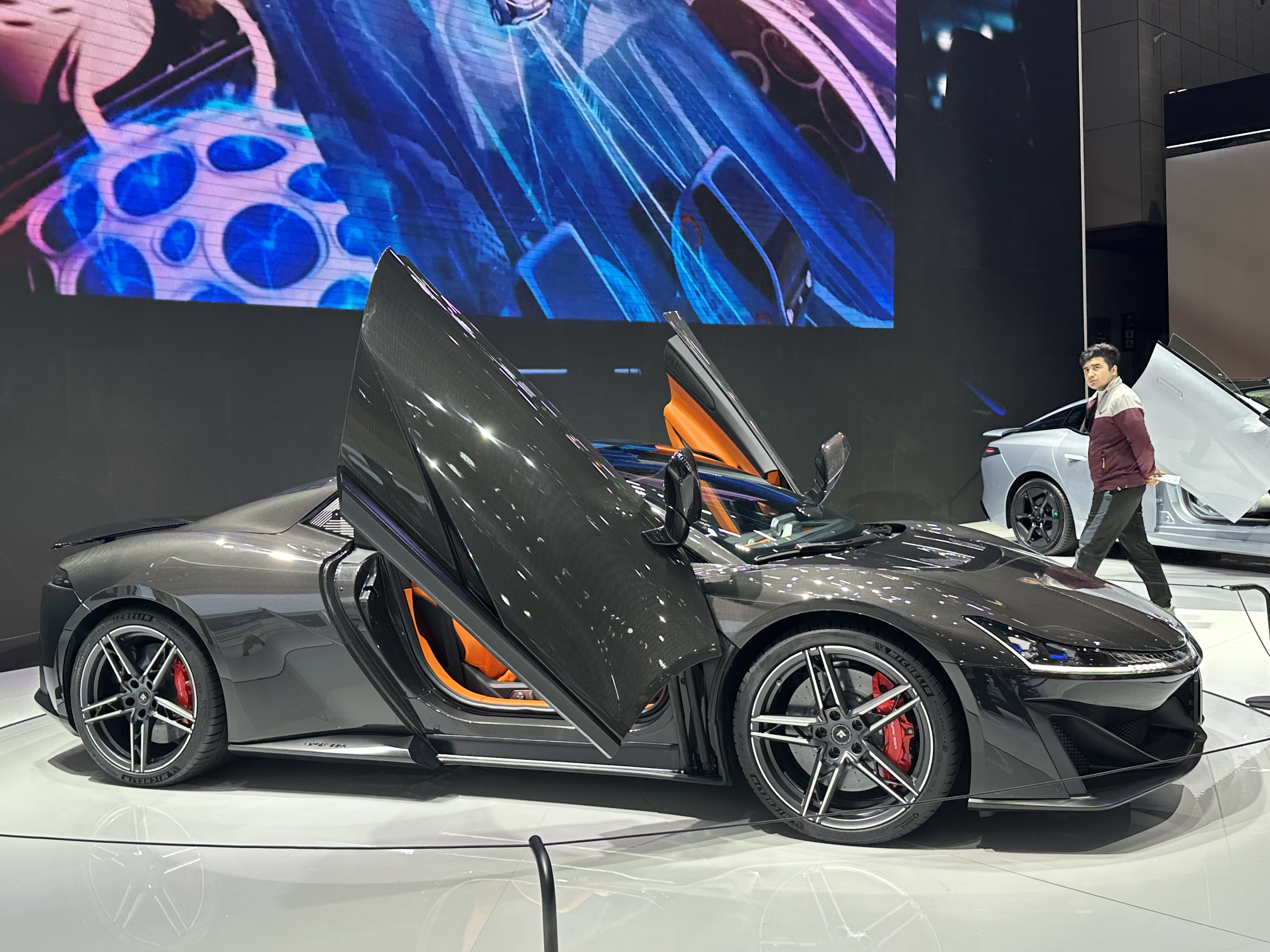
Aion Hyper SSR (seit 2023)
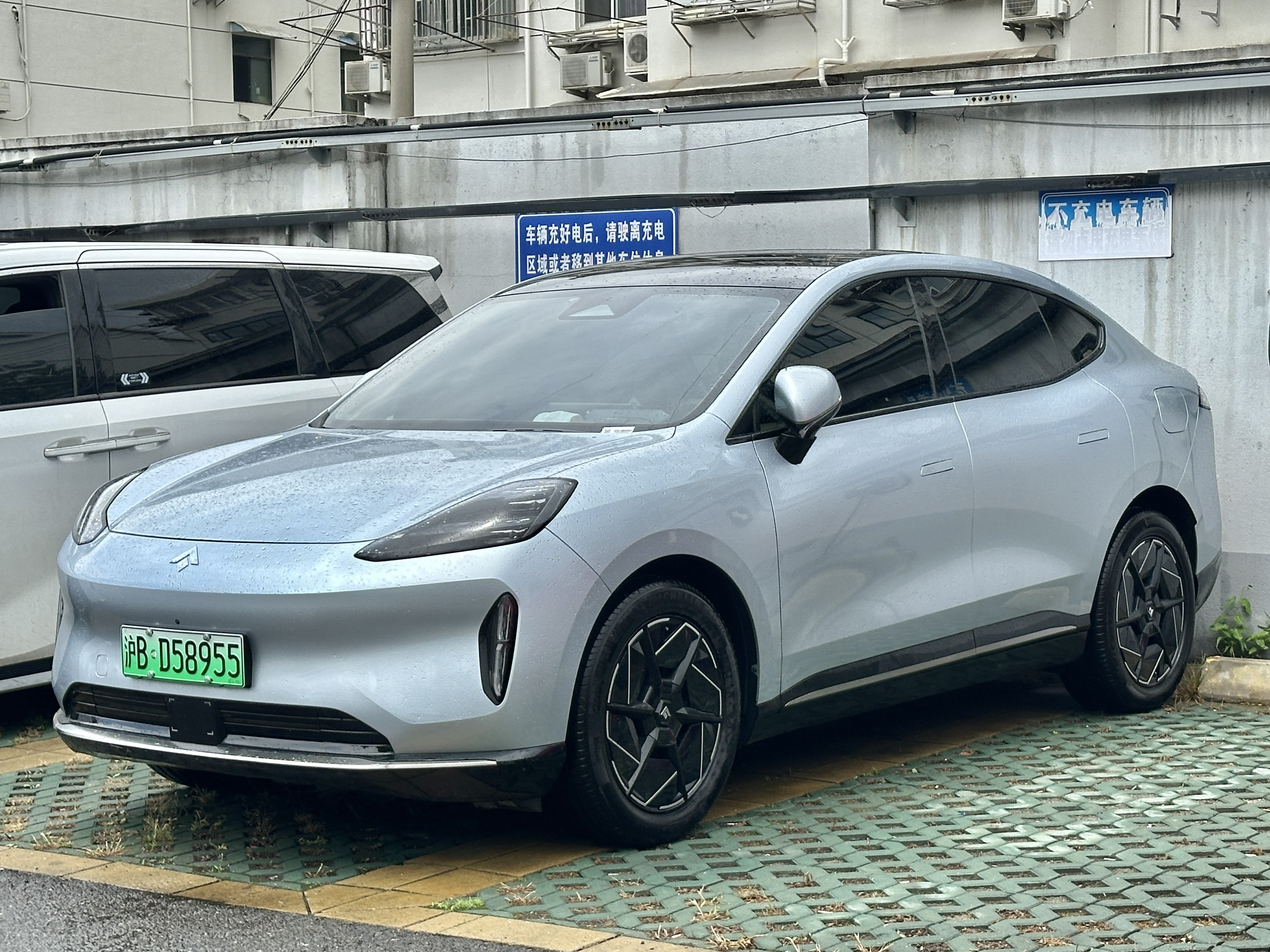
Aion Hyper HT (seit 2023)
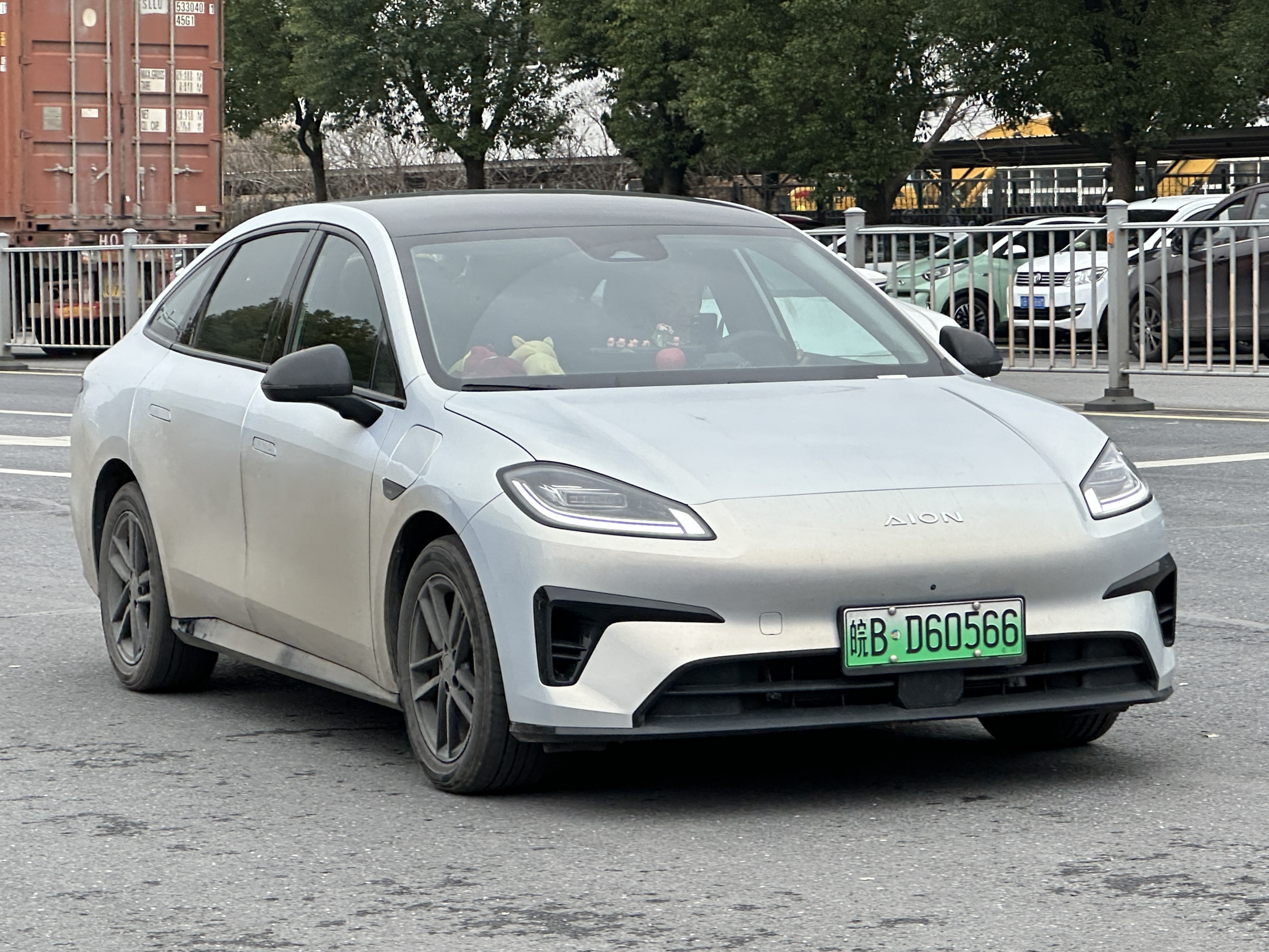
Aion RT (seit 2024)
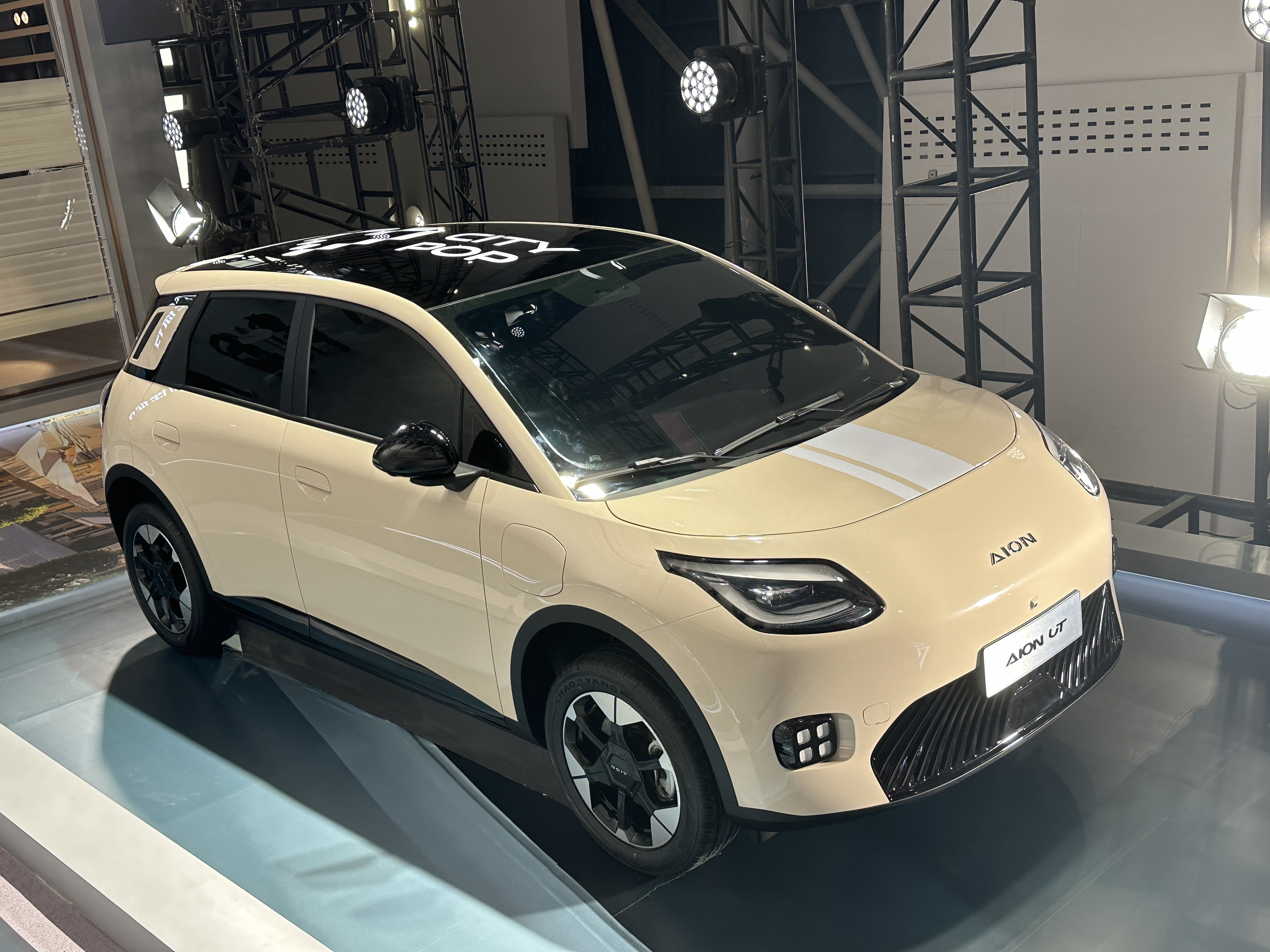
Aion UT (seit 2025)
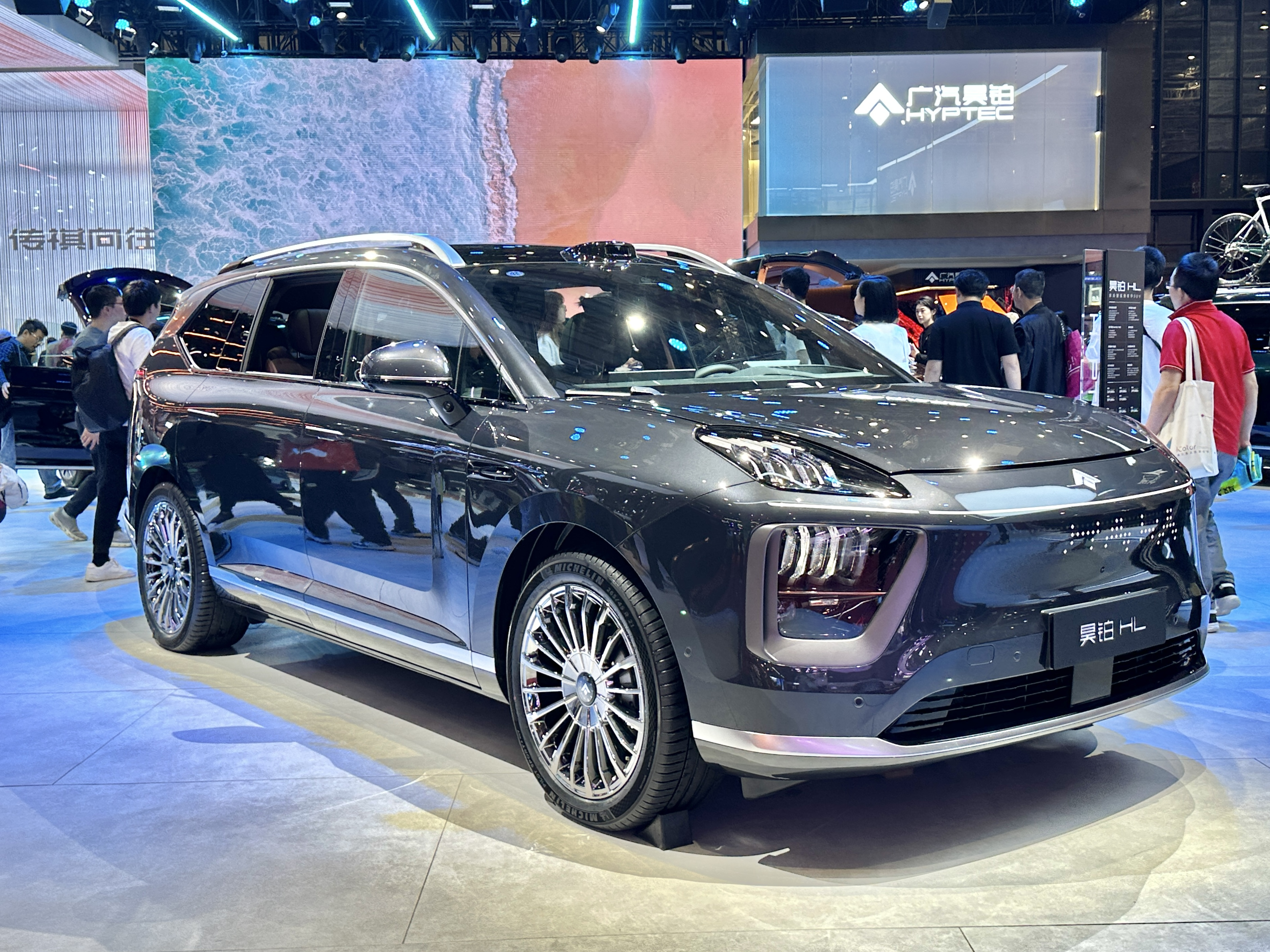
Aion Hyper HL (seit 2025)
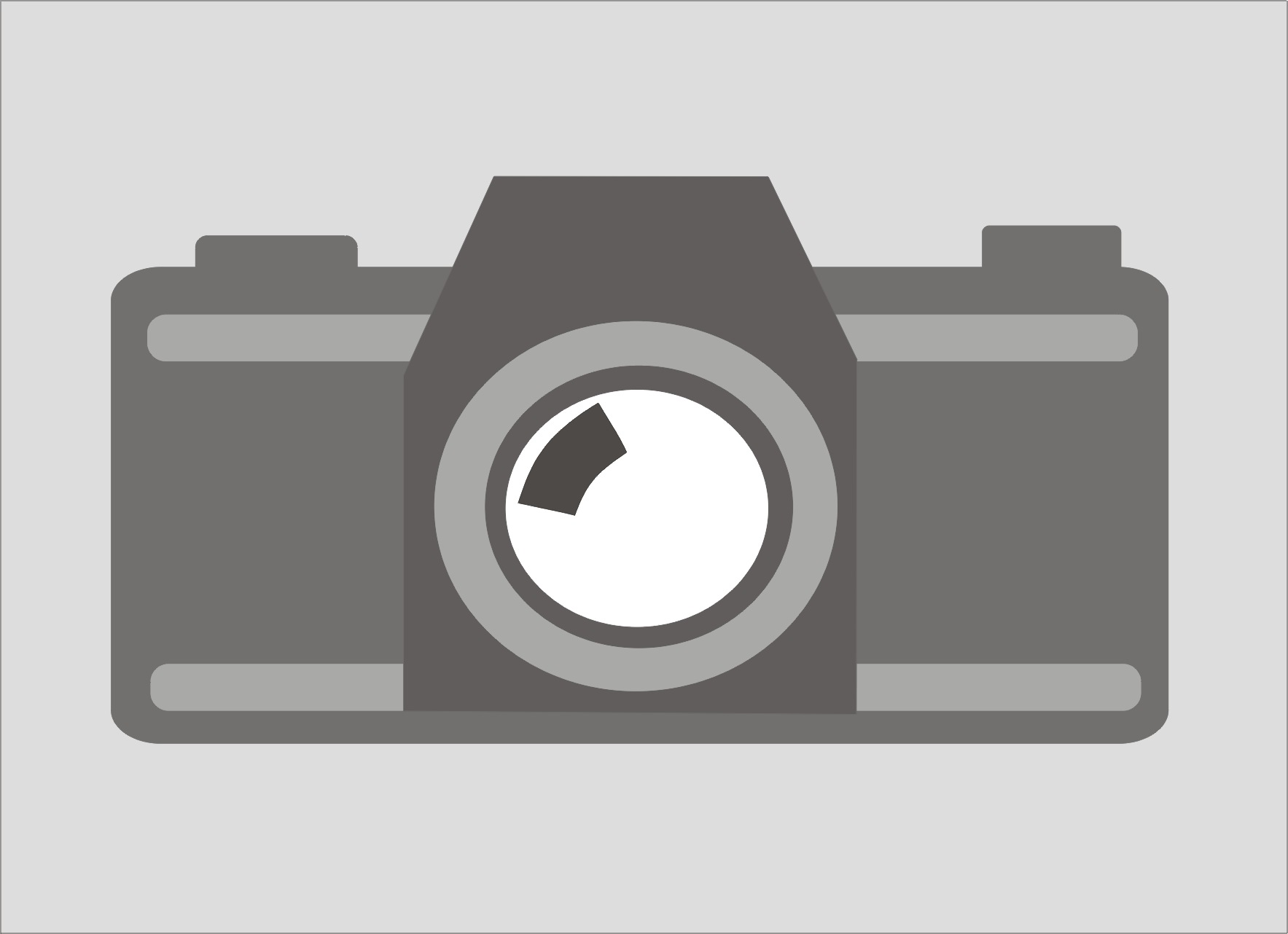
Aion i60 (ab 2025)
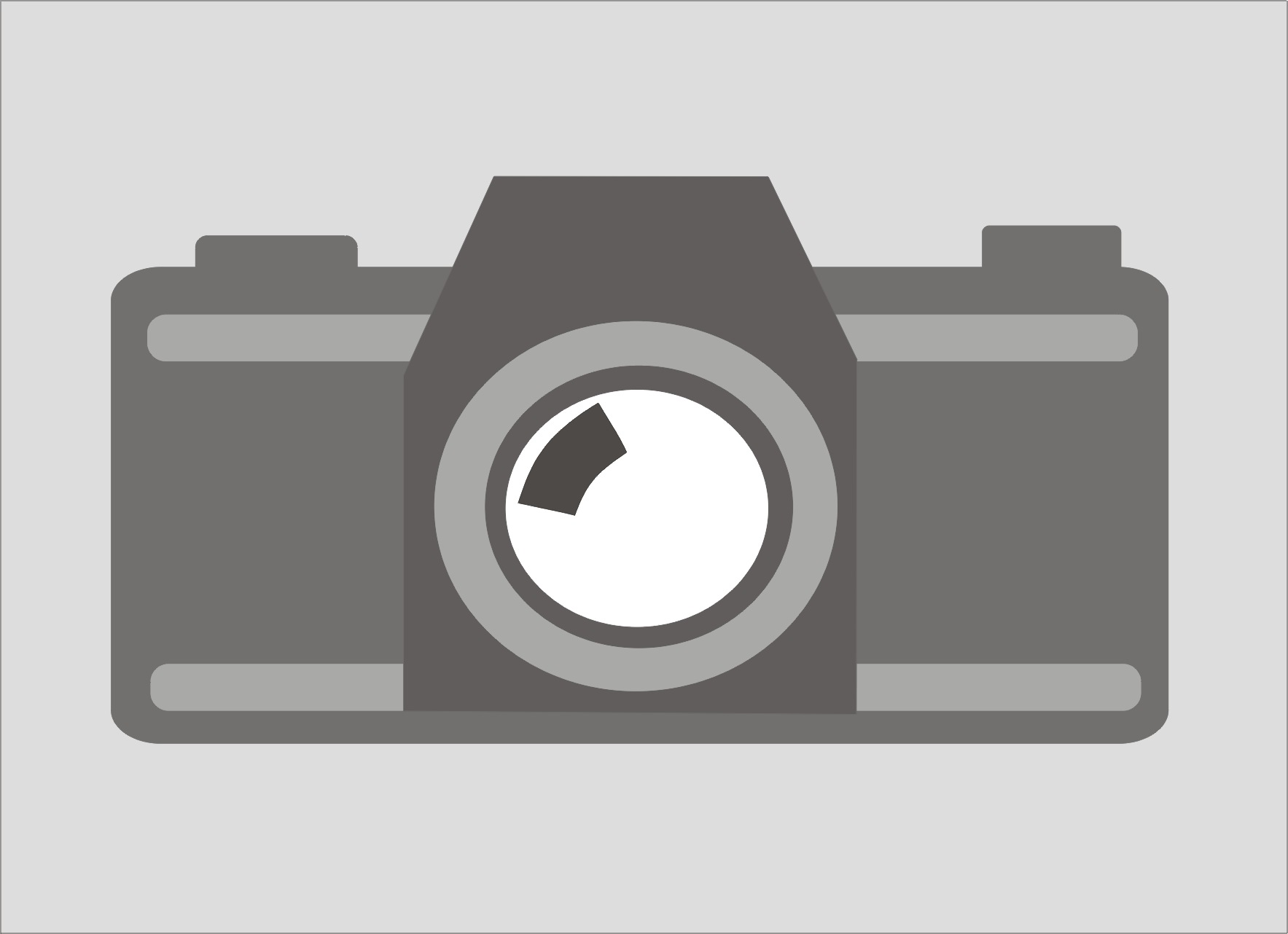
Aion Hyper A8 (ab 2025)

## Fahrzeugabsatz
Nach unterschiedlichen Quellen wurden 2019 zwischen 33.467 und 42.003 Fahrzeuge in China verkauft. Für die nächsten Jahre wurden folgende Zahlen gemeldet 2020: 60.033, 2021 120.155 und. 2022: 271.156 verkauft. 2023 wurden 480.000 Einheiten verkauft.
| Jahr                |      |  | Stück   |         |
| 2019                | 2019 |  | 42,003  | 42,003  |
| 2020                | 2020 |  | 60,033  | 60,033  |
| 2021                | 2021 |  | 120,155 | 120,155 |
| 2022                | 2022 |  | 271,156 | 271,156 |
| 2023                | 2023 |  | 480,000 | 480,000 |
| Verkaufszahlen Aion |      |  |         |         |